# 森下裕
森下 裕（もりした ゆたか、1948年7月1日 - ）は、日本の政治家。第2代福井県三方上中郡若狭町長。

## 来歴
福井県遠敷郡上中町大鳥羽（現・三方上中郡若狭町）出身。福井県立若狭農林高等学校卒業後、1968年に旧上中町職員として奉職。福井県出向、琵琶湖若狭湾快速鉄道建設および小浜線電化促進協議会への勤務を経て、産業課長、企画課長を歴任。2005年に旧三方町との合併で生まれた若狭町の初代助役に就任。同町の副町長を経て、2009年から第2代若狭町長を務める。